# Lista de representantes permanentes do Chile nas Nações Unidas
Esta é uma lista de representantes permanentes do Chile, ou outros chefes de missão, junto da Organização das Nações Unidas em Nova Iorque.
O Chile foi um dos Estados fundadores das Nações Unidas e é membro desde 24 de outubro de 1945.
| Início | Término | Representante permanente (Chefe de missão) | Cargo                    | Credenciais |
| ------ | ------- | ------------------------------------------ | ------------------------ | ----------- |
| 1945   | 1946    | Gabriel González Videla                    | Chefe da delegação       |             |
| 1946   | 1953    | Hernán Santa Cruz                          | Representante permanente |             |
| 1953   | 1956    | Rudecindo Ortega Masson                    | Representante permanente |             |
| 1956   | 1960    | Roberto Aldunate León                      | Representante permanente |             |
| 1960   | 1966    | Daniel Schweitzer                          | Representante permanente |             |
| 1966   | 1970    | José Piñera Carvallo                       | Representante permanente |             |
| 1970   | 1973    | Humberto Díaz Casanueva                    | Representante permanente |             |
| 1974   | 1977    | Ismael Huerta                              | Representante permanente |             |
| 1977   | 1982    | Sergio Diez                                | Representante permanente |             |
| 1982   | 1984    | Manuel Trucco                              | Representante permanente |             |
| 1984   | 1990    | Pedro Daza                                 | Representante permanente |             |
| 1990   | 1999    | Juan Somavía                               | Representante permanente |             |
| 1999   | 2000    | Juan Larrain                               | Representante permanente | 1999-04-05  |
| 2000   | 2003    | Juan Gabriel Valdés                        | Representante permanente | 2000-05-17  |
| 2003   | 2010    | Heraldo Muñoz                              | Representante permanente | 2003-06-18  |
| 2010   | 2014    | Octavio Errázuriz                          | Representante permanente | 2010-06-04  |
| 2014   | atual   | Cristián Barros                            | Representante permanente | 2014-04-16  |